# Gregorio Carafa
Gregorio Carafa   (Caulonia, 17 de març de 1615 - La Valletta, 21 de juliol de 1690) fou Gran Mestre de l'Orde de Malta. Era originari de Nàpols, d'una important família que ja havia donat el papa Pau IV. Va succeir a Nicolau Cotoner i quan va morir va ser enterrat a la capella de la llengua d'Itàlia de la cocatedral de Sant Joan.

## Biografia
Carafa va néixer el 17 de març de 1615 a Castelvetere (actual Caulonia) a Calabria, Itàlia, a Girolamo, príncep de Roccella i Diana Vittori, la neboda del Papa Pau IV (Papa Pau V?). El seu germà era el cardenal Carlo Carafa della Spina.
Va ser enrolat a l'orde de Sant Joan quan només tenia tres mesos d'edat, el juny de 1615. Va estudiar a Nàpols, i diversos dignataris i cavallers de l'orde van contribuir a la seva educació. El 1635 anà a Catalunya amb el seu oncle Francesco Carafa, prior general de Roccella. Carafa va ser ascendit aviat a Cavaller Gran Creu de l'Orde, i va ser ascendit a Prior general de Rocella després de la mort del seu oncle.
El 1647, va participar en la Revolta de Masaniello en la qual va intentar restablir la pau i l'ordre a Nàpols. Després de la derrota dels rebels a Nàpols, va ser enviat a Calàbria per a que l'aixecament allí. Aquests fets van fer que fos ascendit i se li va donar el comandament de la flota de l'Orde.
El 1656, va comandar les 7 galeres malteses a la Batalla dels Dardanels. En aquesta batalla, la flota conjunta veneciana-maltesa va ser victoriosa i, com a recompensa, Malta va rebre 11 vaixells otomans capturats. Aquesta batalla va ser la derrota naval més dura per als otomans des de la batalla de Lepant.
Després de la victoriosa batalla va ser rebut a Malta com un heroi. Posteriorment va recuperar els aiguamolls de Bormola i va reforçar la flota de l'Orde.

## Magistratura
El 1682, va ser elegit Gran Mestre de l'Orde després de la mort de Nicolas Cotoner. El mateix any que es va convertir en Gran Mestre, Carafa va pagar la renovació de l'Auberge d'Italie. La façana va ser reconstruïda en estil barroc, i es va col·locar un bust de bronze de Carafa en una posició destacada sobre la porta d'entrada de l'Alberg. El seu escut personal també va ser esculpit prop del bust.
A partir de 1681, Fort Saint Angelo va ser reforçat i reconstruït per l'arquitecte Carlos de Grunenbergh, a petició de Carafa. El nom de Carafa apareix a la placa que hi ha sobre la porta principal del fort.
Durant el seu regnat, l'armada de l'Orde estava en el seu apogeu, amb galeres dirigides per cavallers i tripulades per tripulacions experimentades. Tement un atac otomà, el 1687 Carafa va reforçar el Fort Sant Elmo construint una sèrie de fortificacions conegudes com l'Enceinte de Carafa a la costa que envoltava la fortalesa.
Les cartes de joc es van introduir a Malta durant el seu regnat.